# Allen G. Debus
Allen George Debus (* 16. August 1926 in Chicago, Illinois; † 6. März 2009 in Deerfield, Illinois) war ein US-amerikanischer Wissenschaftshistoriker, der sich insbesondere mit Geschichte von Chemie und Alchemie befasste.

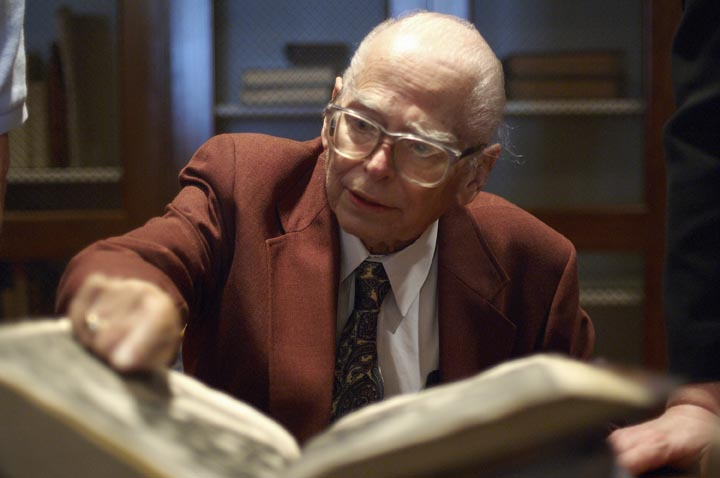
Allen G. Debus auf der Alchemie-Konferenz der Chemical Heritage Foundation 2006

## Leben und Werk
Allen Debus ging in Evanston zur Schule und studierte Chemie (und Chemieingenieurwesen) sowie Geschichte an der Northwestern University mit dem Bachelor-Abschluss in Chemie 1947. Danach setzte er sein Studium an der Indiana University fort, wo er 1949 seinen Master-Abschluss in Geschichte bei John J. Murray mit einer Arbeit über Geschichte der Chemie erhielt (Robert Boyle and Chemistry in England 1660-1700). Außerdem besuchte er Chemie-Kurse. Nach dem Abschluss 1951 arbeitete er bis 1956 als Chemiker in den Abbott Laboratories, befasste sich aber nebenbei weiter mit Wissenschaftsgeschichte. 1956 begann er ein Promotionsstudium bei I. Bernard Cohen an der Harvard University. Ein Aufsatz über die Paracelsus-Nachfolger in England verschaffte ihm 1957 den Bowdoin-Preis (einen zweiten erhielt er 1958) und er ging 1959 mit einem Fulbright-Stipendium nach England zu intensiveren Quellenstudien. Hier traf er unter anderem Walter Pagel und arbeitete bei Douglas McKie am University College London. Nach der Promotion 1961 in Harvard (The English Paracelsians: a study of Iatochemistry in England 60 1640) wurde er 1961 Assistant Professor für Wissenschaftsgeschichte (Fakultät für Geschichte) an der University of Chicago bei William McNiell (nebenbei gab er dort auch Physik-Unterricht). Nach Erscheinen seines Buches über die englischen Paracelsus-Anhänger wurde er 1965 Associate Professor. Er war Mitgründer und erster Direktor (von 1971 bis 1978) des 1970 gegründeten Morris Fishbein Center an der Universität Chicago und wurde 1978 Morris Fishbein Professor für Geschichte der Wissenschaft und Medizin. 1996 emeritierte er.
1966/67 war er Gastwissenschaftler an der University of Cambridge (Churchill College, wo er Fellow war) als Guggenheim Fellow und er war 1972/73 am Institute for Advanced Study. Außerdem war er Gastprofessor an der Arizona State University und der Universität von São Paulo.
Debus befasste sich insbesondere mit der Geschichte der Chemie, Alchemie und Pharmazie in der Renaissance und im Barock. Bekannt wurde er 1965 durch sein Buch The English Paracelsians. Er gab Texte von  Elias Ashmole, John Dee und Robert Fludd heraus.
1994 erhielt er die George-Sarton-Medaille und 1978 den Pfizer Award der History of Science Society. 1987 erhielt er den Dexter Award der American Chemical Society und er erhielt 1978 den Edward Kremers Award des American Institute of the History of Pharmacy. Er war Fellow der American Association for the Advancement of Science.
1985 wurde er Ehrendoktor der Katholischen Universität Löwen. Er war seit 1951 mit Brunilda Lopez Rodriguez verheiratet und hatte drei Kinder. Er veröffentlichte auch als Diskograph.

## Schriften
Bücher:
- The English Paracelsians. Oldbourne Press: History of science library, London 1965.
- The chemical philosophy. Paracelsian science and medicine in the sixteenth and seventeenth centuries. 2 Bände. Science History Publications, New York 1977; 2. Auflage ebenda 2002.
- Man and Nature in the Renaissance. Cambridge University Press, Cambridge/London/New York/Melbourne 1978.
- Chemistry, Alchemy and the New Philosophy, 1550-1770: Studies in the History of Science and Medicine. Variorum Reprints, London 1987.
- The French Paracelsians, The Chemical Challenge to Medical and Scientific Tradition in Early Modern France, Cambridge University Press 1991
- Chemistry and Medical Debate: van Helmout to Boerhaave, Science History Publications, 2001
- The Chemical Promise: Experiment And Mysticism in the Chemical Philosophy, 1550-1800: Selected Essays of Allen G. Debus, Science History Publications, Sagamore Beach, Massachusetts 2006

Einige Aufsätze:
- The chemical philosophers: chemical medicine from Paracelsus to van Helmont, History of Science, Band 12, 1974, S. 235–259
- The chemical debates of the seventeenth century: the reaction to Robert Fludd and Jean Baptiste van Helmont, in M. L. Righini Bonelli, W. R. Shea (Herausgeber) Reason, Experiment and Mysticism in the Scientific Revolution, New York, Science History Publications 1975

Als Herausgeber:
- The chemical dream of the Renaissance, Heffer, Cambridge 1968, Reprint bei Bobbs-Merrill, 1968
- Medicine in Seventeenth Century England, University of California Press, 1974
- mit Michael Thomson Walton, Reading the Book of Nature: The Other Side of the Scientific Revolution (Sixteenth Century Essays and Studies), Thomas Jefferson University Press, 1998
- Alchemy and Early Modern Chemistry: Papers from Ambix, Jeremy Mills, 2004
- Science, Medicine and Society in the Renaissance, 2 Bände, New York, Science History Publ. 1972
- Science and education in the seventeenth century: The Webster-Ward debate, Macdonald, History of science library, primary sources, London 1970
- mit Ingrid Merkel Hermeticism and the Renaissance: Intellectual History and the Occult in Early Modern Europe. Folger Books, Washington D.C. 1988 (Folger Institute of Renaissance and Eighteenth Century Studies)

Sonstige Bücher:
- mit Brian Rust, The Complete Entertainment Discography: From 1897-1942 (Roots of Jazz), Arlington House, 1982; 2. Auflage. Da Capo, 1989
- als Herausgeber: World Who's Who in Science, A. N. Marquis, 1968